# Jherson Vergara
Jherson Vergara Amú (Florida, Valle del Cauca, Colombia, 26 de mayo de 1994) es un futbolista colombiano. Juega como defensa central y se encuentra sin club desde 2022.

## Trayectoria

### Inicios
Un producto de la cantera de Boca Juniors de Cali, un equipo amateur, firmó su primer contrato profesional oficial en 2011 con Deportes Quindío. Con el tiempo, fue cedido al Universitario de Popayán.

### Milan
En mayo de 2013, Vergara firmó para el equipo italiano Milan, por un precio de 1.760.000 libras esterlinas.
Aunque no oficial, Vergara jugó su primer partido con el Milan en la Copa Audi 2013 contra el Manchester City. Un juego que el Milan perdió 3-5. Durante la pretemporada, Vegara se dislocó el hombro y se informó a estar fuera por un mes. A finales de noviembre de 2013, se informó de que Vergara iría a préstamo durante el mercado de invierno
En enero de 2014, Vergara fue enviado al Parma de la Serie A italiana para el resto de la temporada 2013-14 aunque no llegó a debutar.

### Livorno
El 25 de agosto de 2015 sería confirmada su cesión por un año al Livorno desde el Milan con opción de compra. Su debut sería el 25 de octubre en la victoria 2-0 sobre el Modena. Su primer gol lo marcaría lo marcaría el 27 de febrero en la derrota 2-1 por su exequipo Avellino.

### Arsenal Tula
El 31 de agosto de 2016 es oficializado como nuevo jugador del Arsenal Tula de la Primera División de Rusia cedido por un año. Debutaría el 17 de septiembre por la séptima fecha de la liga jugando todo el partido en la derrota de su club por al mínima frente a Tom Tomsk.

### Olbia Calcio
El 17 de agosto de 2018 se hace oficial su llegada al Olbia Calcio 1905 de la Serie C de Italia con su compatriota Damir Ceter, llegando cedido por un año luego de ser comprado por el Cagliari Calcio.

### US Vibonese
En febrero de 2021 se confirma como nuevo jugador del Unione Sportiva Vibonese Calcio de la Serie C de Italia luego de casi dos años sin jugar. Debuta el 13 de marzo como titular en el empate a dos goles en su visita a Potenza Calcio.

## Selección nacional

### Participación en Suramericanos
| Campeonato                       | Sede      | Resultado  | Partidos | Goles |
| -------------------------------- | --------- | ---------- | -------- | ----- |
| Sudamericano Sub-17 de 2007      | Ecuador   | Subcampeón | 9        | 0     |
| Sudamericano Sub-20 de 2013      | Argentina | Campeón    | 8        | 1     |
| Torneo Esperanzas de Toulon 2013 | Francia   | Subcampeón | 5        | 2     |

### Participación en Mundiales
| Campeonato                  | Sede    | Resultado        | Partidos | Goles |
| --------------------------- | ------- | ---------------- | -------- | ----- |
| Copa Mundial Sub-20 de 2013 | Turquía | Octavos de final | 4        | 0     |

## Estadísticas
| Club                                | Div.             | Temporada        | Liga  | Liga  | Copa Nacional | Copa Nacional | Copa Internacional | Copa Internacional | Total | Total |
| Club                                | Div.             | Temporada        | Part. | Goles | Part.         | Goles         | Part.              | Goles              | Part. | Goles |
| ----------------------------------- | ---------------- | ---------------- | ----- | ----- | ------------- | ------------- | ------------------ | ------------------ | ----- | ----- |
| Universitario de Popayán · Colombia | 2ª               | 2011             | 11    | 0     | 0             | 0             | -                  | -                  | 11    | 0     |
| Universitario de Popayán · Colombia | 2ª               | 2012             | 15    | 0     | 5             | 0             | 0                  | 0                  | 20    | 0     |
| Universitario de Popayán · Colombia | 2ª               | 2013             | 4     | 0     | 1             | 0             | -                  | -                  | 5     | 0     |
| Universitario de Popayán · Colombia | Total club       | Total club       | 30    | 0     | 6             | 0             | 0                  | 0                  | 36    | 0     |
| Avellino · Italia                   | 2ª               | 2014-15          | 15    | 1     | 1             | 0             | 0                  | 0                  | 16    | 1     |
| Avellino · Italia                   | Total club       | Total club       | 15    | 1     | 1             | 0             | 0                  | 0                  | 16    | 1     |
| Livorno · Italia                    | 2ª               | 2015-16          | 22    | 1     | 0             | 0             | 0                  | 0                  | 22    | 1     |
| Livorno · Italia                    | Total club       | Total club       | 22    | 1     | 0             | 0             | 0                  | 0                  | 22    | 1     |
| Arsenal Tula · Rusia                | 1ª               | 2016-17          | 18    | 0     | 0             | 0             | 0                  | 0                  | 18    | 0     |
| Arsenal Tula · Rusia                | Total club       | Total club       | 18    | 0     | 0             | 0             | 0                  | 0                  | 18    | 0     |
| Olbia · Italia                      | 3.ª              | 2018-19          | 3     | 0     | 0             | 0             | 0                  | 0                  | 3     | 0     |
| Olbia · Italia                      | Total club       | Total club       | 3     | 0     | 0             | 0             | 0                  | 0                  | 3     | 0     |
| Vibonese · Italia                   | 3.ª              | 2020-21          | 7     | 0     | 0             | 0             | 0                  | 0                  | 7     | 0     |
| Vibonese · Italia                   | 3.ª              | 2021-22          | 15    | 1     | 0             | 0             | 0                  | 0                  | 15    | 1     |
| Vibonese · Italia                   | Total club       | Total club       | 22    | 1     | 0             | 0             | 0                  | 0                  | 22    | 1     |
| Total en carrera                    | Total en carrera | Total en carrera | 110   | 3     | 7             | 0             | 0                  | 0                  | 119   | 3     |

## Palmarés

### Tïtulos internacionales
| Título                        | Club                         | Lugar     | Año  |
| ----------------------------- | ---------------------------- | --------- | ---- |
| Sudamericano de Fútbol Sub-20 | Selección de Colombia Sub-20 | Argentina | 2013 |